# Pendeen

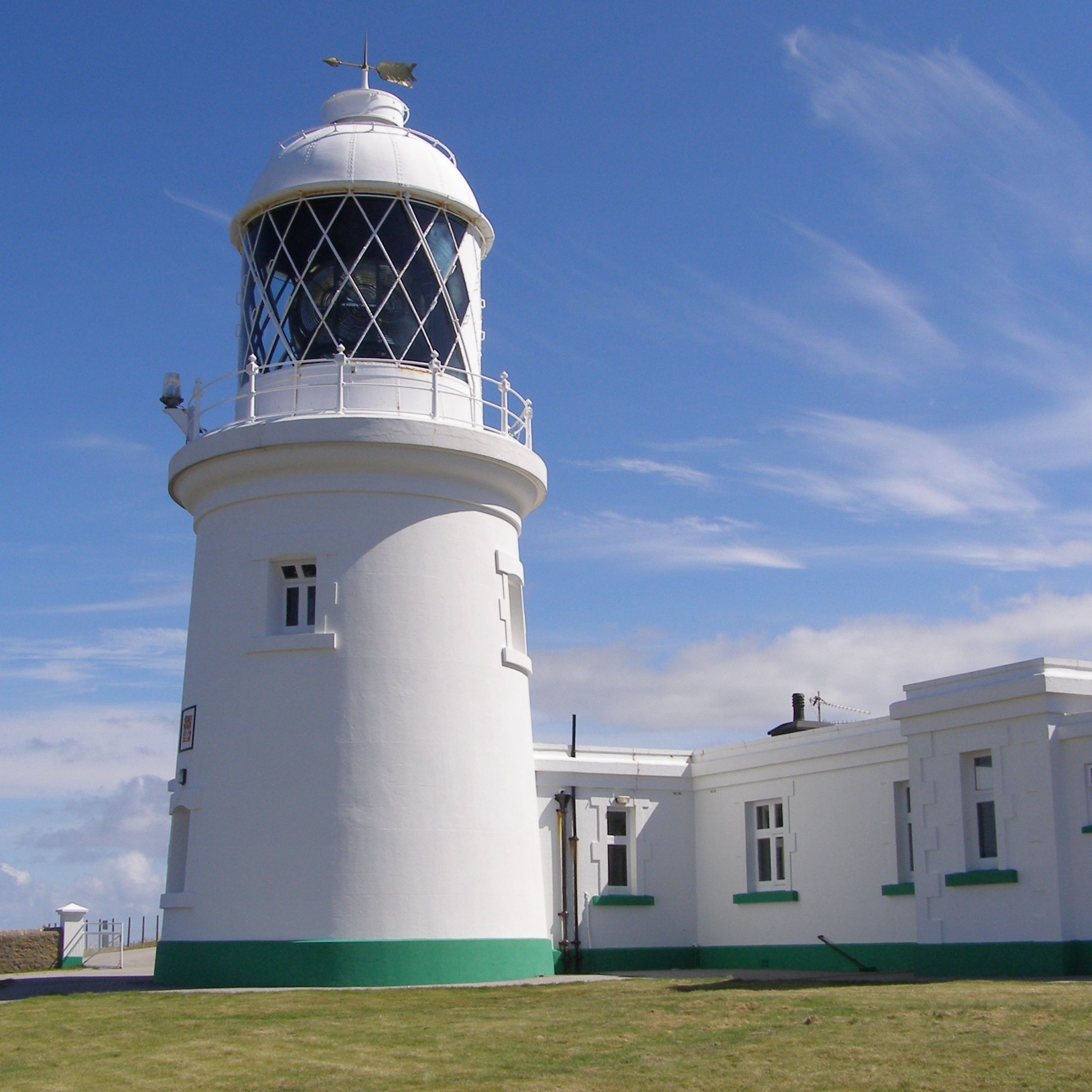
Latarnia w Pendeen

Pendeen – wieś w Kornwalii nad Oceanem Atlantyckimw pobliżu Land’s End, oddalona 5 km od St Just i ok. 11 km od Penzance. We wsi znajduje się zabytkowa kopalnia cyny Geevor i latarnia morska, zbudowana w 1900 r. Jest siedzibą civil parish.